# Halldis Moren Vesaas
Halldis Moren Vesaas (Trysil, 18 de noviembre de 1907-Oslo, 8 de septiembre de 1995) fue una poetisa, traductora y escritora de libros infantiles noruega. A través de sus obras contribuyó a la difusión y consolidación del idioma noruego (nynorsk).
Participó activamente en la vida cultural, colaboró en la Junta directiva del Teatro Noruego de 1949 a 1969, fue miembro y vicepresidente de la Asociación de Escritores de Noruega entre 1952 y 1972 e integró el Consejo Cultural de Noruega de 1965 a 1972.

## Biografía
Nació en una granja familiar cerca de Trysil, en el condado de Hedmark. Se crio en un rico ambiente cultural, su padre era el agricultor, dramaturgo y escritor Sven Moren,  y su madre Gudrid Breie, una profesora de artesanía. Fue la mayor y única chica de cinco hermanos, entre ellos, el filólogo Sigmund Moren, y el pintor Torleiv Moren.
Entre 1925 y 1928 se formó como profesora en la Escuela universitaria de formación de profesores de Elverum y luego trabajó en varios sitios en Hamar y Oslo antes de trasladarse a Suiza en 1930, donde vivió durante tres años y fue secretaria del cónsul noruego Arnold Bakke. Luego aprendió francés intensamente y se puso en contacto con un amplio entorno cultural, lo que la inspiró a trabajar con la literatura europea.
En abril de 1934 se casó con el escritor Tarjei Vesaas (1897-1970) con quien vivió en una granja en Midtbø, municipio de Vinje, y temporalmente trabajó de maestra entre 1941 y 1943. Tuvieron dos hijos, Olav (1935) y Guri (1939) que también fueron escritores.
Su esposo falleció en marzo de 1970. Luego tuvo una relación sin convivencia con el actor Gisle Straume (1917-1988).
Halldis Moren Vesaas se enfermó en 1992 y murió tranquilamente el 8 de septiembre de 1995. Se le dio un entierro honorario en Vinje.

## Escritura
Su primera aproximación a la literatura ocurrió a sus nueve años cuando publicó un cuento en la revista infantil Norsk Barneblad.
La mayoría de sus colecciones de poemas, seis de un total de ocho, se publicaron entre 1929 y 1947. El tema común fueron las experiencias y sentimientos de la mujer a través de las etapas difíciles de la vida: juventud, enamoramiento, relaciones en la felicidad y la adversidad, la maternidad y finalmente la perspectiva de la mujer madura sobre la vida y la alegría del nuevo amor.
La escritura de ficción posterior incluye solo dos colecciones de poemas propios, en 1955 y 1995, y una colección de cuentos. Sin embargo, "logró mantener la posición de poeta entre sus lectores durante 40 años sin publicar una nueva colección de poemas". En su autobiografía, ella misma señala cómo su propia "vena lírica" se agotó precisamente en los mismos años en que su marido comenzó a escribir poesía.
A partir de 1946 se involucró en otros campos culturales: reescribió y tradujo al noruego para el teatro a dramaturgos europeos como Racine, Corneille, Shakespeare, Goethe, Bertolt Brecht y Emily Dickinson, entre otros. Además escribió artículos sobre diversos temas y fue consultora editorial externa, primero para Norges Boklag y luego para Samlaget.
En las décadas de 1940 y 1950, también fue miembro del consejo editorial de la revista Kvinnen og Tiden.
Participó en la Junta directiva del Teatro Noruego de 1949 a 1969 (de los cuales los últimos doce años ejerció la vicepresidencia); fue miembro y vicepresidente de la Asociación de Escritores de Noruega entre 1952 y 1972; miembro del Consejo del idioma noruego (1952-1967) e integró el Consejo Cultural de Noruega de 1965 a 1972.
Tanto en sus escritos como en otros contextos, era una defensora consciente de los derechos de las mujeres, pero al mismo tiempo rara vez buscaba conflictos. El derecho al salario propio y la identidad independiente es un hilo conductor en sus publicaciones, de la misma manera que un claro sentido femenino de la vida fue un tema recurrente en la poesía. 

### Poesía
La mayoría de los poemas de Halldis Moren Vesaas tienen una forma tradicional y tratan sobre la vida de las mujeres, el amor, el significado de la vida y, finalmente, también la muerte. Los poemas más famosos surgieron de fases de la vida, experiencias personales y observaciones sobre las personas y la sociedad, caracterizadas gradualmente por un cálido humanismo y un sentido social de responsabilidad. 
Cuando debutó en 1929 con la colección de poemas Harpe and Dagger, a los veintidós años fue una de las primeras mujeres nórdicas en escribir con valentía y mente abierta su propio lugar en la literatura, y con audacia, sobre sentimientos eróticos, lo que le valió críticas abrumadoramente buenas, y otros manifestaron que "no es así como deberían escribir las mujeres." También ha dicho que se percibía a sí misma como representante y voz de las mujeres de su generación. «En ese momento todavía había tan pocas mujeres en este país que habían escrito poemas que cuando uno lo hacía, casi tenía que sentirse como una montaña de respuestas, captando palabras tontas y dándoles sonido». 
Los poemas maternos de Lykkelege hender se convirtieron en un nuevo ejemplo de su poesía dando una respuesta a las experiencias y el sentido de la vida de las mujeres, donde agregó nuevos temas a la poesía noruega con testimonios de la maternidad y la vida con los niños, que aún tienen una gran relevancia en las citas.
La colección Tung tids tale (1945) es principalmente poemas diarios de la vida cotidiana durante la guerra donde alaba la calidez humana y la solidaridad.
La última colección de poemas en 40 años, En otro bosque (1955) muestra una gama más amplia de estados de ánimo, con actitudes más oscuras, indicios de inquietud y duda.

### Libros para niños
Escribió cuatro libros para niños y jóvenes en el período 1935-1949: Du får gjera det, du (1935); Den grøne hatten (1938); Hildegunn i (1942) og Tidleg på våren (1949). Los cuatro libros se desarrollan en un entorno rural del este de Noruega, con descripciones realistas de las condiciones de vida de los niños. Sin embargo, los libros no pueden incluirse de manera inequívoca en la categoría de libros de educación rural. Vessas recurre a describir la maduración de la autoestima, el desarrollo del sentido de responsabilidad y la relación con la propio compromiso ético de cuidar el hogar y la tierra. En especial la novela juvenil Tidleg på våren, que se ha publicado en muchas ediciones, se ha traducido a varios idiomas y la llevó a recibir el premio del Ministerio de Cultura al mejor libro para niños. En ese libro abrió nuevas vías en la literatura infantil y juvenil, ya que retrata a padres que fracasan.
Luego de estos cuatro libros, publicó Gudefjellet en 1970, un recuento de la mitología griega para niños y jóvenes que apareció como un manual. Su único libro ilustrado, Det gode gåva, segna om Demeter en 1987 se destaca en su trabajo. Además, también ha traducido más de 30 libros ilustrados, la mayoría para Samlaget donde su hija Guri Vesaas era editora de libros para niños.

### Traducciones
Tanto Molière, Racine y Brecht llegaron a los escenarios noruegos a través de la pluma de Halldis Moren Vesaas. Se ha registrado que realizó casi 50 traducciones para el teatro. La primera, Les cloches de Corneville de Clairville y Gabet, se representó en 1940. Entre las últimas se encontraban Tartufo de Molière y La ópera de los tres centavos de Brecht. La última registrada fue la comedia de Edmond Rostad sobre Cyrano de Bergerac, que la completó en diciembre de 1993, a los 86 años. Tradujo del francés, inglés y alemán con regularidad a lo largo de su carrera. También recreó obras de escritores europeos modernos como Luigi Pirandello, Albert Camus, Friedrich Dürrenmatt, Botho Strauss y Milan Kundera. Recibió el Premio Bastian por Fedra de Racine, un trabajo de traducción que le llevó tres años. Vesaas afirmó "que llevar la literatura a un público más amplio a través del teatro era lo que más le había satisfecho."

### Otros escritos
Sus trabajos de no ficción incluyen más de 120 artículos, cartas de viaje, reseñas de libros, entrevistas, introducciones, etc. Luego de su debut a los nueve años en Norsk barneblad escribió algunos artículos más en la revista. Su primer artículo para un público adulto fue el periódico Den 17de Mai en 1930. Escribió esporádicamente para varias revistas, y con relativa regularidad en Syn og Segn, Urd y Norsk TIdend. Fue crítica literaria del periódico Dagbladet de 1967 a 1969 y editora de la revista Samtiden en 1980 y 1981.
La mayoría de sus artículos se clasifican en tres ejes temáticos: la literatura nórdica, las mujeres y el idioma nynorsk.
Los escritos de no ficción de Vesaas son, al igual que la poesía, surgidos de experiencias personales. Entre sus mejores artículos se encuentran los referidos a autores cercanos a ella, ya sea personalmente o como modelos literarios, o ambos: Edith Södergran, Karin Boye, Stig Dagerman, Inge Krokann, Tor Jonsson y Åsmund Sveen. En una categoría especial están, por supuesto, los autores más cercanos sobre los que escribe sendas biografías: su padre Sven y su marido Tarjei,
Como editora de antología y traductora, escribió breves introducciones a varios autores.

## Obra seleccionada
De su extensa carrera literaria se destacan:

### Poesía
- Harpe og dolk, 1929
- Morgonen, 1930
- Strender, 1933
- Lykkelege hender, 1936
- Tung tids tale, 1945
- Treet, 1947
- I ein annan skog, 1955[14]
- Livshus, 1995

### Libros infantiles
- Du får gjera det du, 1935
- Den grøne hatten, 1938
- Hildegunn, 1942
- Tidleg på våren, 1949

## Premios y reconocimientos
Fue galardonada en su país con el premio Melsom, un premio de literatura noruega para la promoción de nynorsk, en dos oportunidades: 1936 y 1975. El premio de literatura infantil y juvenil del Ministerio de Cultura le fue acordado en 1949 por su obra Tidleg på våren y en 1980 por Ramser og remser. La traducción que realizó de Fedra de Racine obtuvo el premio Bastian de la Asociación de Traductores de Noruega en 1961, y en 1995 por «un trabajo de traducción excepcional». Además el premio Anders Jahre en 1992 por su aporte a la vida y cultura noruega.
Le fueron otorgados los premios honoríficos del Consejo Cultural de Noruega (1982) y Brage de la Fundación del libro noruego (1994).
En 1960 recibió el premio Dobloug, un premio literario concedido por la Academia Sueca. 
Fue reconocida con el grado de comendador de la Orden de San Olaf en 1977, y recibió la insignia de Caballero de la Orden Nacional del Mérito concedida por el presidente de Francia en 2005.

## Homenajes
En su nombre se estableció el premio Halldis Moren Vesaas (Halldis Moren Vesaas-prisen), un premio literario noruego que se otorgó anualmente a un escritor noruego de poesía lírica o de otro tipo que por la calidad y magnitud de su obra, se haya convertido en una voz significativa en la poesía noruega. El premio fue establecido por la editorial Olaf Norlis Bokhandel (actual Norlis) tras la muerte de Halldis Moren Vesaas en 1995. El jurado estaba formado por un gerente de Norlis, el director literario de otra editorial y el director del Centro de Escritores Noruegos (Norsk Forfattersentrum). Se entregó hasta 2007.
El servicio postal noruego emitió un sello en su honor en septiembre de 2007.